# کبوتر تجملی
|                                                                                                  |  |  |
| یک کبوتر ماف (دستپوش‌دار) کاکل‌دار احتمالاً دورگه لاهور-اسرافیل تزئینی گم شده در غروب زمستانی فردیس |  |  |

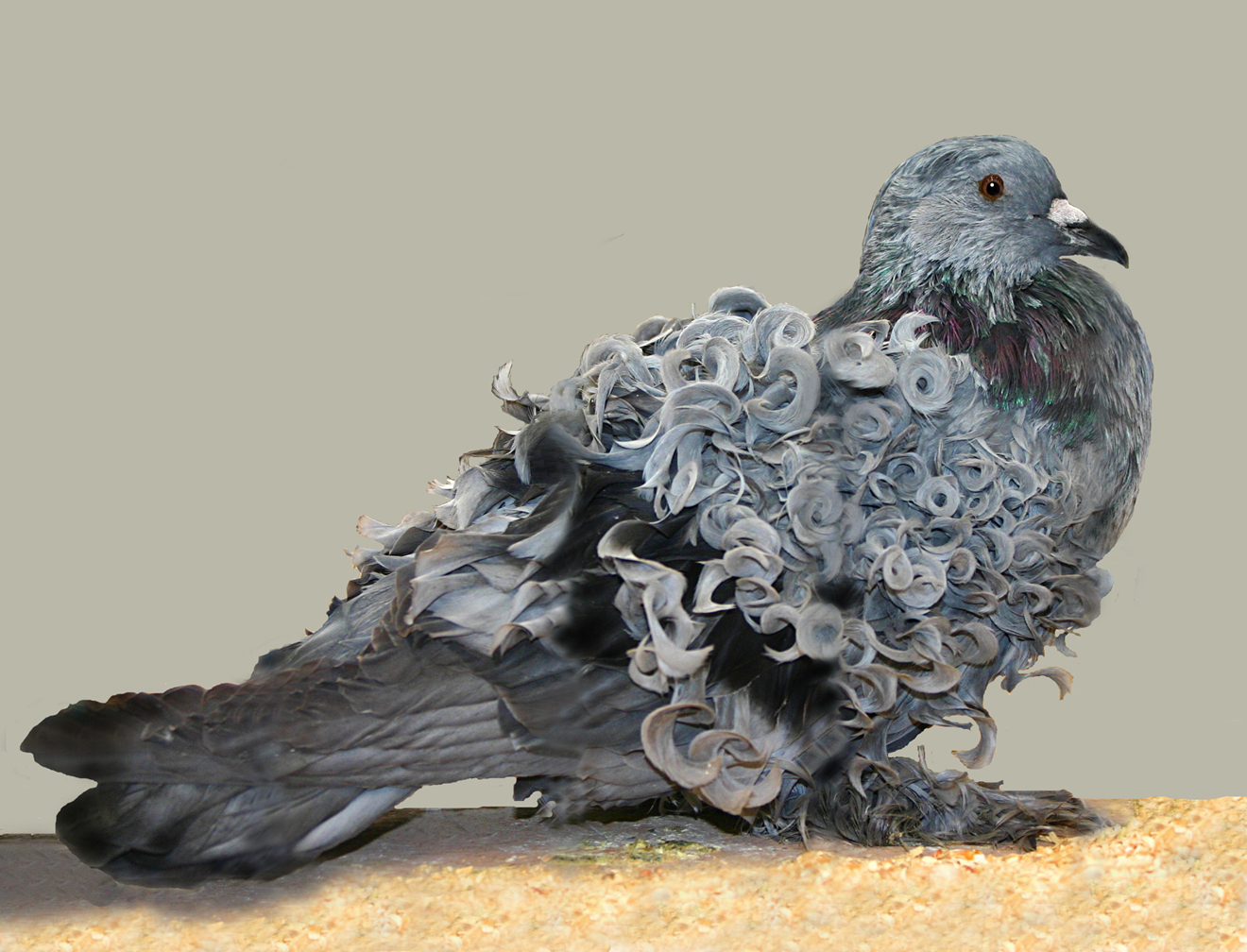

کبوتر تجملی (انگلیسی: Fancy pigeon) نوعی از کبوتران اهلی است که از انواع اهلی شده کبوتر چاهی (کلومبا لیویا) می‌باشد. این گونه‌ها توسط کفترداران با اندازه‌ها، شکل‌ها، رنگها و رفتارهای متفاوت پرورش داده می‌شوند،که اغلب آنها را در نمایشگاه‌ها (شوها) و فستیوال‌های کبوتر و دیگر نمایش‌های حیوانات زنده نمایش می‌دهند.
حدود ۸۰۰ گونه کبوتر وجود دارد اما با توجه به گونه‌های محلی سراسر جهان ممکن است تا ۱۱۰۰ گونه برسد. فهرست اروپایی آنها به تنهایی ۵۰۰ گونه را نام‌گذاری کرده‌است. هیچ حیوان اهلی دیگری به این اندازه از تنوع شکل و رنگ شاخه بندی و منشعب نشده‌است.
چارلز داروین به داشتن کبوتران دورگه تزئینی برای مطالعه تنوع گونه‌ها مشهور است، به ویژه کبوتر یخی, این کار وی سه سال پیش از انتشار اثر پیشگام خاستگاه گونه‌ها بود. سال ۱۸۵۵ او در یکی از زمستان‌های سرد لندن متوجه این شد که کبوتران معمولی در غذای «جو» ی اسب‌ها دنبال غذا می‌گردند سپس در خانه لاندن نیوز را خواند که در صفحه اول به کبوتران تزئینی پرداخته شده بود.